# Castillo de Tosa de Mar
La Muralla de Tosa de Mar es una muralla situada en la localidad española de Tosa de Mar (Gerona). En 1931 fue declarado Monumento Histórico Artístico Nacional. Está situado en la Vila Vella del municipio, siendo el único ejemplo de población medieval fortificada que todavía existe en la costa catalana.

## Situación
Se ubica a los pies de la vertiente noroeste del promontorio que confronta el cabo de Tosa, dentro de un recinto amurallado que tiene un perímetro de unos 300 metros, construido entre los siglos XII y XIV como defensa contra la piratería. Se conserva casi la totalidad del perímetro original con almenas rectangulares, ménsulas y aspilleras en los ángulos, y con siete torres de planta circular ataludada y cuerpo cilíndrico. Destacan tres grandes torres cilíndricas denominadas des Codolar o del Homenaje (al oeste, junto al que fue el Palau del Batlle y que actualmente acoge el museo municipal), de ses Horas o del Reloj (junto al portal de entrada a la villa) y de en Joanàs (la más oriental, casi encima del mar). De época románica son las saeteras de la muralla, hechas con dos o tres bloques de piedra, y el paramento con piedras poco desbastadas visibles en la parte inferior, mientras que el resto del recinto amurallado pertenece al momento de su reconstrucción en el siglo XIV. Del castillo, que estuvo situado donde está el faro, no queda casi nada. En cambio, se han conservado vestigios de la primitiva iglesia parroquial, de estilo gótico, dedicada a San Vicente.

## Descripción

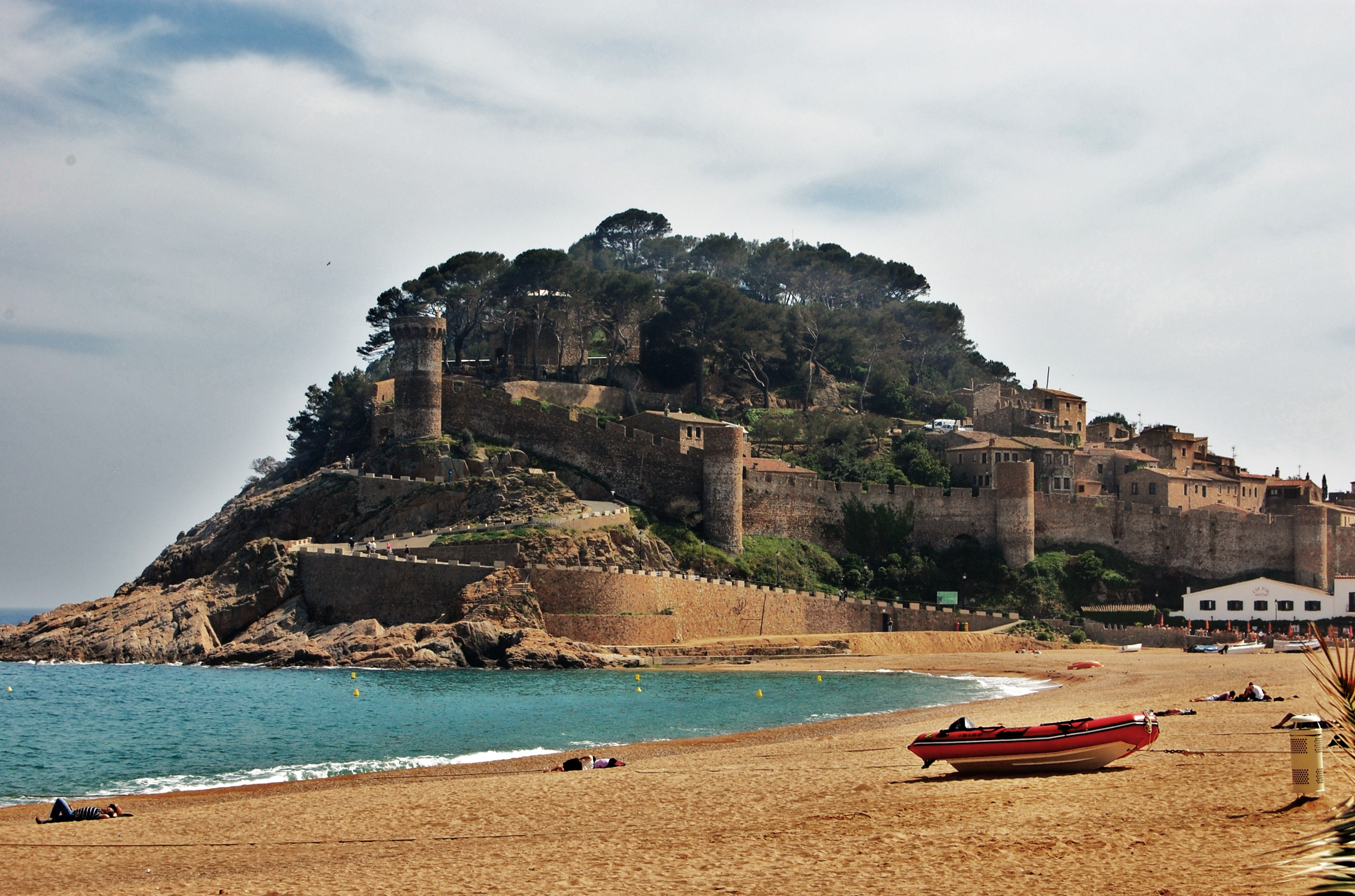

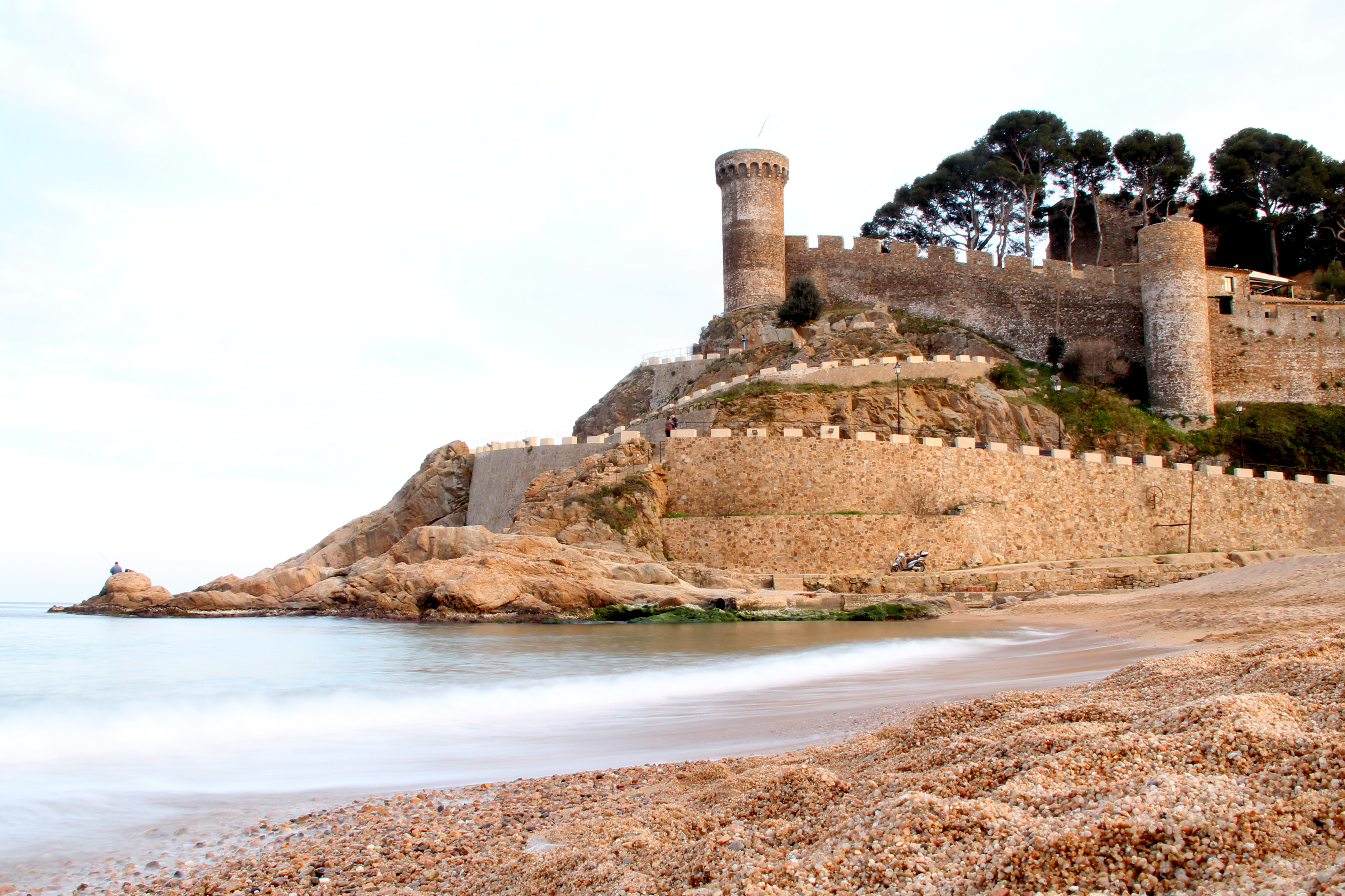

De espaldas al mar, a los pies de la vertiente noroeste del promontorio que confronta el cabo de Tosa, se encuentra la Vila Vella, protegida por un recinto amurallado en los sectores más vulnerables que dan a la bahía y a la costa. La Vila Vella, con calles irregulares y estrechas para salvar los desniveles del cerro, se extiende dentro de un recinto amurallado que tiene un perímetro de unos 300 m. De este recinto, actualmente se conserva un lienzo de muralla con siete torres redondas, de las cuales tres se diferencian por la mayor altura y por el acabado con corseres, formadas por ménsulas escalonadas que sostienen pequeños arcos de punto redondo. Cada una de ellas tiene un nombre: la torre de en Joanàs, situada en el extremo más oriental, engarzada en la roca por encima del mar, la torre de les Horas o del Reloj, en medio, junto a la puerta de entrada a la villa, y la torre del Codolar o del Homenaje, en el sector de poniente, junto al que fue el Palacio del Gobernador, hoy día convertido en museo municipal. A la parte más alta del promontorio no llega la muralla, puesto que la fuerte pendiente del acantilado actuaba como defensa natural. Tanto la muralla como las torres se construyeron con piedra granítica, muy abundante en la zona, y con mortero de cal y arena.
Estas torres debían de tener tres pisos con cubiertas de bóveda de piedra, y el acceso a su interior se hacía a través de una puerta desde el camino de ronda. Las otras cuatro torres con un diámetro y una altura menor están intercaladas en la cortina de la muralla, tres entre la torre de en Joanàs y la del Reloj, y una entre esta y la del Codolar. La muralla está coronada por almenas rectangulares, ornamentadas en los ángulos por pequeñas ménsulas y aspilleras. A la altura de las aspilleras, por la cara interna, encontramos el camino de ronda que rodea todo el recinto.
La entrada a la villa, abierta junto a la torre de en Joanàs, es totalmente artificial. El verdadero portal de entrada al sector de poniente, y protegido por la torre del Reloj, consiste en una doble puerta de punto redondo con rastrillo enmarcada por dovelas y por un paramento diferenciado del resto del recinto con sillares perfectamente trabajados. Desde esta puerta se pasa a una plaza que conserva su carácter de patio de entrada, puesto que desde aquí se accede propiamente al núcleo de la población, bien por la calle del Alcalde o del Gobernador. En la plaza de armas, hay una escalera adosada a la parte interna de la muralla que lleva al camino de ronda. Las casas que encontramos entre las calles estrechas son de los siglos XV y XVI, con edificios que presentan ciertos elementos góticos, como, por ejemplo, el Palacio del Alcalde, actual Museo Municipal.

## Historia

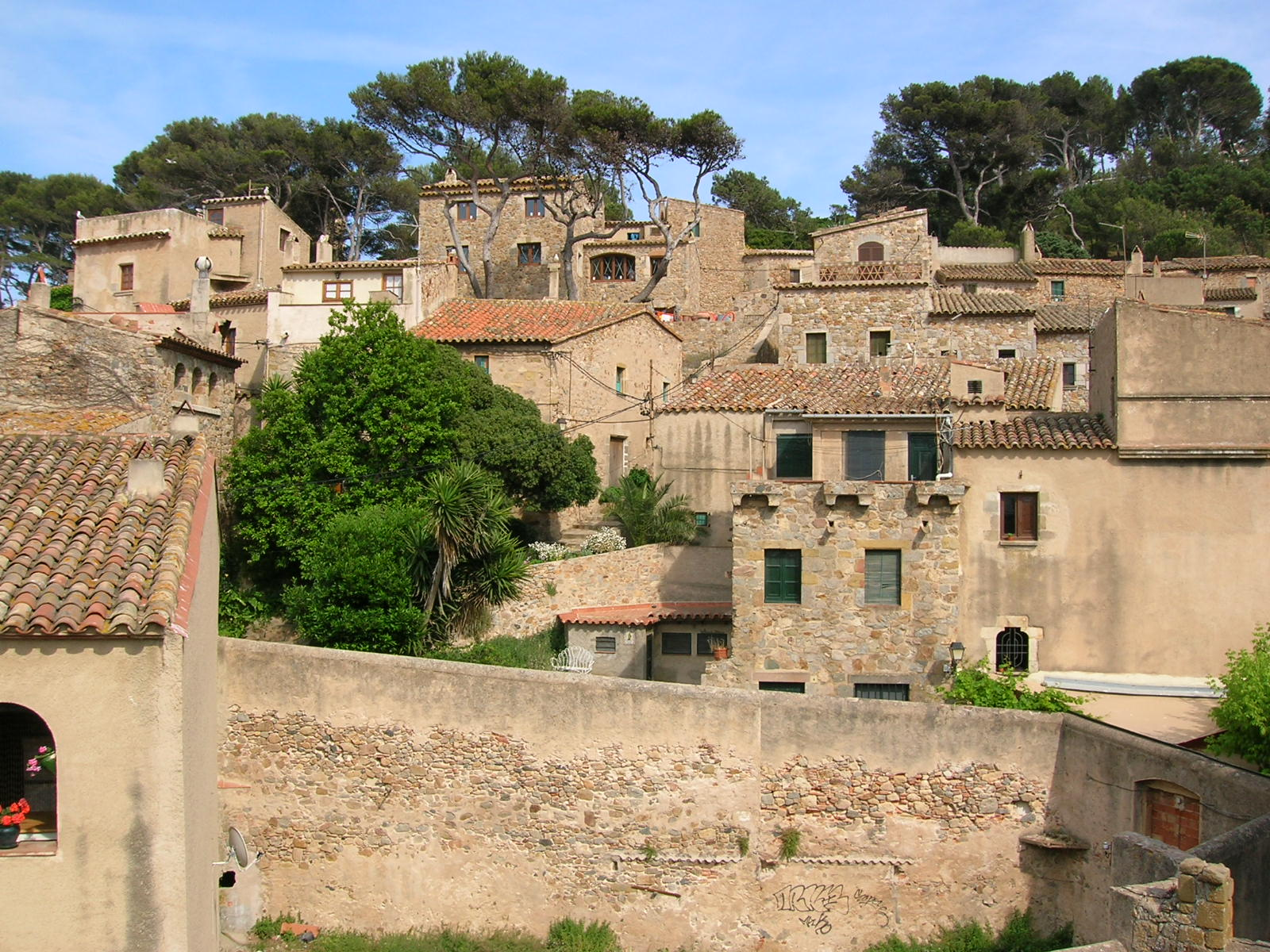

En el promontorio donde está situada la Vila Vella hubo un poblado ibérico, y se supone que en el interior del recinto debía de haber otro, también amurallado pero de dimensiones más pequeñas, de época romana. La muralla de Tosa fue erigida en 1187 por disposición del abad de Ripoll, que poseía el lugar desde el año 966 por donación del condado de Barcelona al monasterio de Santa Maria de Ripoll. El abad de Ripoll concedió también el mismo año de 1187 una carta puebla, que permitía construir dentro y fuera del recinto fortificado, y que fue el origen de la Vila Vella. La señoría del monasterio de Ripoll, muy rigurosa en cuanto a los beneficios obtenidos de la pesca, perduró prácticamente hasta el fin del Antiguo Régimen.
Según Enric C. Girbal, en 1240 es mencionada la muralla de Tosa (castrum de Torsa) en un documento de un pleito por derechos de pasto. En 1285, tras la Cruzada contra la Corona de Aragón por parte de los franceses, la población fue devastada. Por el fogaje de los años 1365-70, sabemos que en estas fechas había ochenta y un hogares en Tosa, todos pertenecientes al abad de Ripoll. En 1371 fue vendida por el castellano Arnau de Soler a Pere de Riera. Hay también noticia de obras que se hicieron en las fortificaciones de Tosa en 1371. No queda muy claro si la gente tenía un refugio en la muralla además de casa en la Vila Vella o si la llamada muralla corresponde de hecho a esta villa cerrada por las murallas.
La gran variedad en el tipo de aparejos, tanto en la muralla como en las torres, evidencia una constante transformación en todo el recinto con obras, reparaciones y restauraciones. Hasta hoy y en espera de estudios más profundos y dejando de lado las etapas ibérica y romana, se distinguen tres fases. Fase I, construcción de un primer recinto al final del siglo XII. Fase II, reconstrucción del abad Descatllar en el siglo XIV. Fase III, Reparaciones y restauraciones hasta nuestros días.